# Selenium (software)
Selenium é um framework portátil para testar aplicativos web. O Selenium fornece uma ferramenta de reprodução para a criação de testes funcionais sem a necessidade de aprender uma linguagem de script de teste (Selenium IDE). Ele também fornece uma linguagem de domínio específico de teste (Selenese) para escrever testes em várias linguagens de programação populares, incluindo C#, Groovy, Java, Perl, PHP, Python, Ruby e Scala. Os testes podem ser executados na maioria dos navegadores web modernos. Selenium é executado em Windows, Linux e macOS. É um software de código aberto lançado sob a licença Apache 2.0.

## Uso em outros projetos
O Instapy é um software que utiliza Selenium para automatizar interações com o instagram, além dele, existe também o robot framework, que o utiliza dentre várias outras ferramentas de automação.

## Uso na indústria
A indústria de automação por vezes utiliza o Selenium, por ter a possibilidade de interagir com a página simulando interações reais, é possível realizar testes de interface web de forma automatizada em toda a aplicação desenvolvida. Além disso, é utilizado também em softwares voltados a extração de informações de sites onde existem muitas complicações para interagir utilizando o protocolo HTTP (como por exemplo Scrapy).

## Exemplos de uso
Neste exemplo, o código faz o navegador abrir e clicar na wikipédia em português
```
from
 
selenium
 
import
 
webdriver

driver
 
=
 
webdriver.Firefox
()

driver.get
(
"www.wikipedia.org"
)

driver.find_element_by_id
(
"js-link-box-pt"
)
.click
()

```